# Парросель, Шарль
Шарль Парросе́ль (фр. Charles Parrocel; 6 мая 1688, Париж — 25 мая 1752, там же) — французский художник-баталист, рисовальщик, живописец и гравёр. Представитель большой художественной семьи. Сын Жозефа, брат Жана Жозефа (1690—1774), рисовальщика и инженера и Пьера Парроселя, также художника. Академик (с 1721) и профессор (с 1745) Королевской Академии живописи и скульптуры в Париже.

## Биография
Первые уроки живописи Шарль получил под руководством отца — знаменитого художника Жозефа Парроселя. Затем учился у своего крестного отца Шарля де ла Фосса. Движимый тягой к приключениям, в возрасте семнадцати лет он вступил в кавалерию, где служил с 1705 по 1706 год. Этот факт оспаривается биографами, тем не менее, молодой Парросель увлёкся рисованием военных лагерей и сражений. Мать освободила его от службы, он снова взялся за кисть и в 1712 году уехал в Италию. Вскоре после прибытия в Рим Шарль, после того как отправил в Париж картину «Спасение из вод Моисея», получил королевский пансион для пребывания с 1713 по 1716 год во Французской академии в Риме.
Парросель путешествовал по Италии, добравшись до Мальты, затем посетил Венецию, испытав особое пристрастие к картинам художников венецианской школы. По возвращении в 1721 году во Францию, он был принят в Королевскую академию живописи и скульптуры по представлению картины «Кавалерийский и пехотный бой» (Combat de cavalerie et d’infanterie) и сразу же после этого ему было поручено изобразить на большом холсте «Прибытие в Тюильри турецкого посла» (L’Entrée aux Tuileries de l’Ambassadeur turc), а затем в пандан: «Отъезд посла» — картины, предназначенные в качестве картонов для воспроизведения в виде шпалер на Мануфактуре гобеленов (оригиналы находятся в Версале).
В 1744 году Шарль Парросель стал адъюнкт-профессором, а в 1745 — профессором Академии. После смерти в 1743 году Гиацинта Риго король пожаловал ему половину пенсии, которую ранее он давал выдающемуся портретисту. Парросель следовал за Людовиком XV во время кампаний 1744—1745 годов и стал свидетелем битвы при Фонтенуа, которую он изобразил — одно из его важнейших произведений. Он должен был также выполнить серию картин на тему этого военного похода для галереи замка Шуази. Болезнь и последующая смерть помешали ему завершить этот грандиозный проект. Остались лишь эскизы, выставленные в Парижском салоне 1746 года.
Шарль Парросель имел придворные титулы рядового художника королевских завоеваний (peintre ordinaire des conquêtes du Roi) и пенсионера Его Величества (pensionnaire de Sa Majesté). В 1735 году он был назначен советником Королевской академии, заменив Жозефа Вивьена.
Шарль Парросель скончался после третьего апоплексического удара в своей квартире в «Гобеленах». Он оставил не так много картин, зато большое количество рисунков. Кроме того, Шарлю Парроселю принадлежат офорты по собственным рисункам к книге Франсуа де ля Гуриньера «Ёсо1е de cavallerie» (Paris, 1736). Тридцать семь гравюр художника сохранились до нашего времени.
В батальных картинах Шарль Парросель следовал тем же принципам, что и его отец, но произведения сына отличаются более ярким колоритом. Учениками Шарля Парроселя были Филибер-Бенуа де Ла Рю и Пьер Ланфан.

## Галерея
- Прибытие турецкого посла Мехмета Эффенди в Тьюильри 21 марта 1721 года. Ок. 1721. Холст, масло. Версаль
- Осада Ландау. Музей замка Флёр, Нормандия
- Конный портрет Людовика XV. До 1752. Холст, масло. Частное собрание
- Конный портрет Людовика XV. До 1752. Холст, масло. Частное собрание
- Солдатский привал. Между 1700 и 1752. Холст, масло. Музей искусства и истории, Нарбон